# Eusebio Oehl

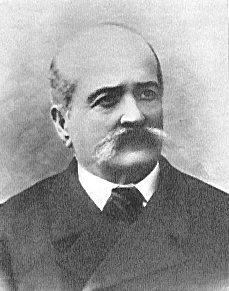
Eusebio Oehl (vor 1900)

Eusebio Oehl (* 5. Dezember 1827 in Lodi; † 10. April 1903 in Pavia) war ein italienischer Physiologe und Histologe.

## Leben
Oehl studierte bis 1850 an der Universität Pavia Medizin. Von 1857 bis 1858 hielt er sich in Wien auf, wo er bei Josef Hyrtl und Ernst Wilhelm von Brücke tätig war. Nach seiner Rückkehr nach Pavia wurde er 1858 wurde Privatdozent, 1860 außerordentlicher und 1864 ordentlicher Professor für Histologie und Physiologie.
Eusebio Oehl veröffentlichte ein Lehrbuch der Physiologie und Schriften zum systematischen Mikroskopieren histologischer Präparate. Im englischen Sprachraum tragen von ihm entdeckte Muskelfasern in den bindegewebigen Chordae tendineae der Mitralklappe des Herzens die Bezeichnung Oehl’s muscles.

## Werke (Auswahl)
- Teoria ed uso del microscopio, Pavia. Tipografia dei Fratelli Fusi, 1855.
- Sulla presenza di elementi contrattili nelle maggiori corde tendinee delle valvole mitrali umane. 1860.
- L’Istituto e l’insegnamento straordinario di fisiologia sperimentale in Pavia. Bizzoni, Pavia 1862.
- Fisiologia del pneumogastrico. 1867.
- Manuale di Fisiologia. 3 Bände, Mailand 1868–1876.